# Nậm Pồ (sông)
Nậm Pồ là một phụ lưu của sông Đà chảy ở huyện Nậm Pồ tỉnh Điện Biên và huyện Nậm Nhùn, tỉnh Lai Châu .
Sông dài chừng 42 km, diện tích lưu vực 184 km².
Trong các văn bản nhà nước về quy chuẩn địa danh thì Danh mục địa danh Lai Châu TT 44/2013/TT-BTNMT  viết là "suối Nậm Pồ", còn trong Danh mục địa danh Điện Biên TT 47/2013/TT-BTNMT thì viết là "nặm Pồ" .

## Dòng chảy
Nậm Pồ bắt nguồn từ dãy núi ở biên giới Việt - Lào, ở xã Vàng Đán huyện Nậm Pồ 21°44′35″B 102°40′6″Đ / 21,74306°B 102,66833°Đ.
Đoạn đầu nguồn thì sông chảy cong, từ hướng đông nam chuyển đông rồi đông bắc, rồi bắc. Tại xã Vàng Đán sông chảy hướng tây bắc, đến Nà Khoa thì đổi hướng đông bắc, chảy qua rìa phía tây xã Chà Tở.
Tại xã Nậm Chà thuộc huyện Nậm Nhùn, tỉnh Lai Châu sông hợp lưu với dòng Nậm Chà chảy từ phía tây đến 22°5′5″B 102°52′31″Đ / 22,08472°B 102,87528°Đ.
Đoạn sông tiếp theo có tên Nậm Nhạt dài 12 km, chảy theo hướng đông bắc, đi qua bản Nậm Nhạt xã Nậm Chà, đổ vào sông Đà phía tả ngạn, phía thượng lưu Thủy điện Lai Châu cỡ 5 km .

## Sự kiện cầu Sam Lang
Năm 2014 tại gần đầu nguồn ở xã Nà Hỳ cầu ở bản Sam Lang bắc qua Nậm Pồ bị hỏng, nên vào ngày mưa lũ các cô giáo và học sinh phải chui túi nylon để người khỏe mạnh đưa vượt suối đến trường, và được quay thành clip đưa lên mạng xã hội 21°44′42″B 102°47′41″Đ / 21,745°B 102,79472°Đ
Sự kiện đã làm cả nước chú ý và góp phần khắc phục với hai lần làm cầu treo .

## Chỉ dẫn
1. ↑  Trong tiếng Thái-Tày "Nậm" có nghĩa là nước, sông, suối.